# Bayerische Akademie für Außenwirtschaft
Die Bayerische Akademie für Außenwirtschaft e. V. (BAA) mit Sitz in München wurde 1989 als private Berufsakademie und staatlich anerkannte Berufsfachschule zur Ausbildung von hochqualifizierten Nachwuchs-, Fach- und Führungskräften für die internationale Berufswelt gegründet. Es besteht eine Verwaltungskooperation der Bayerischen Akademie für Außenwirtschaft und der DIDACT kfm Berufsbildungsgesellschaft mit Sitz in der Elsenheimerstraße.

## Kompetenzen und Studiengänge
Die Kernkompetenzen der Bayerischen Akademie für Außenwirtschaft sind internationale Betriebswirtschaft, Finanzdienstleistung, Logistik, Verkehrswirtschaft sowie  Facilitymanagement. Es werden Vollzeitstudiengänge sowie berufsbegleitende Aus- und Weiterbildungen für Berufstätige angeboten. Nachdem von Beginn an spezielle Qualifikationen in Logistik und Außenhandesmanagement den Schwerpunkt bildeten, kamen nach und nach auch noch Security-Programme, technische Qualifikationen bis zum Fachingenieur für Powerelektronik sowie die Hotelfachschule für Hotelbetriebswirte und Berufsfachschule grenzüberschreitende Berufe hinzu.

## Zulassung und Abschlüsse
Für Akademiker wird ein Aufbaustudium zum Betriebswirt für internationale Wirtschaft bzw. Außenwirtschaft wie auch verschiedene kaufmännische Fortbildungen angeboten und durchgeführt. Die BAA mit ihrer kooperierenden staatlich anerkannten Berufsfachschule bildet insbesondere staatlich geprüfte internationale Wirtschaftsfachleute aus und bietet hierzu als Abschluss auch den Bachelor an. Zugangsvoraussetzung ist die Hochschul- oder Fachhochschulreife. Schulabgänger mit der mittleren Reife werden zu staatlich geprüfte Euro-Management-Assistenten ausgebildet.

## Kooperationen
Die Bayerische Akademie für Außenwirtschaft ist eine UNESCO-Projektschule.
Konzerne wie BMW, EADS, VW, Wacker und Audi haben in ihre innerbetriebliche Ausbildung die Lehrpläne der Bayerischen Akademie für Außenwirtschaft integriert bzw. fördern ihre Mitarbeiter zur Teilnahme an den BAA-Examina.